# Ivan Scimonelli
Ivan Scimonelli (Siracusa, 4 febbraio 1988) è un ex velista italiano.

## Biografia
Diplomato presso il Liceo Classico Statale "Tommaso Gargallo" di Siracusa e laureatosi successivamente in Economia e Management, con tesi "La Leadeship nelle Organizzazioni Complesse", frequenta il summer programme di “English and Management” presso la “University of York”. 

### Sport
Cresciuto a Siracusa, all'età di 6 anni ha iniziato i primi passi sull'Optimist. Dopo aver trascorso numerosi anni sulle derive (Optimist e Laser) con importanti successi, colleziona diverse convocazioni a campionati mondiali ed europei con la squadra nazionale italiana F.I.V. (Federazione italiana Vela) dal 2006 al 2008: Los Angeles (USA), Riccione (ITA), Scheveninghen (NED). Inizia la sua carriera nella vela d’altura nel 2009; anche in questa categoria prenderà parte alle più importanti manifestazioni del panorama nazionale ed internazionale.
Nel 2013 è stato insignito della "medaglia al valore atletico" dal CONI (sito ufficiale Benemerenze Sportive - CONI).
È istruttore F.I.V. (Federazione italiana Vela), Surf & Sup FISW/I.S.A. (International Surfing Association), Formatore Nazionale per Istruttori OPES . 
È stato team manager e team leader di svariate squadre di vela.
È il project manager dell'evento sportivo di stand up paddle: Ortigia Sup Race.
Nel novembre del 2013 ha fondato un giornale sportivo "SiracusaSport.it".

### Politica
Nutre la passione per la politica sin dai tempi del liceo, nel 2006 fu rappresentante d'istituto al Liceo Classico Statale "Tommaso Gargallo" di Siracusa.
Nel 2018, si è candidato al consiglio comunale di Siracusa con la lista "Progetto Siracusa" ottenendo 233 voti non comunque sufficienti per essere eletto nel consesso. 
Nel 2023 è eletto consigliere comunale a Siracusa con 374 voti nella lista civica "INSIEME" di cui ne è Capogruppo in consiglio comunale.
È tra i fondatori di “PickinUp”, associazione che si occupa di “Marine Litter” e tematiche ambientali marine. 

## Palmarès
- 1° Juniores Europa Cup Laser Radial Lugano 2004 – Lugano[6]
- 1º Campionato Italiano ed Europeo Studentesco "Trofeo Scuola Navale militare Francesco Morosini" Laser Radial 2004 – Venezia[7]
- 2° Overall tappa dell’Italia Cup Laser Radial 2005 – Riccione
- 1° Juniores tappa dell’Italia Cup Laser Radial 2005 – Riccione
- 2º Campionato Italiano Sunfish 2006 – Bracciano
- 1° Juniores Campionato Italiano Sunfish 2006 – Bracciano
- 1ª Classe Comet 41 Rolex "Capri Sailing week 2009" – Capri
- 3° Overall Rolex "Regata dei Tre Golfi 2011" – Napoli
- 2° Overall regata Palermo – Montecarlo 2013
- 3° Overall ORC World Championship 2013 – Ancona[8]
- 1ª Classe Corinthian ORC World Championship 2013 – Ancona[8]
- 1° Overall Maxi combinata "Giraglia Rolex Cup 2014" – Sanremo – St. Tropez – Monaco
- 5ª Classe Corinthian ORC World Championship 2014 – Kiel (Ger)[9]
- 2ª Classe 151 miglia – Trofeo Celadrin 2016
- 1° Overall Giraglia Rolex Cup 2016 – St. Tropez – Genova
- 1° Overall regata internazionale Palermo – Montecarlo 2016[10]
- 1ª Classe B Campionato Italiano Offshore 2016
- 1ª Classe “151 miglia - Trofeo Celadrin 2017”
- 1° Overall Regata internazionale Palermo-Montecarlo 2017[11]
- 1ª Classe Overall Campionato Italiano Offshore 2017[12]
- 3ª Classe “151 miglia - Trofeo Celadrin 2017”

## Onorificenze
Elenco Ufficiale Benemerenze del CONI